# 日本声優能力検定協会
日本声優能力検定協会（にほんせいゆうのうりょくけんていきょうかい）は、検定試験および講習会等各種イベントを主催する特定非営利活動法人である。

## 概要
同協会の事業として以下のものがある。

### 検定試験事業
声優やナレーターの志望者を対象とした検定試験「声優能力検定」があり、同検定の主催・運営が主要事業となる。

### 各種講習事業
上述の検定試験事業に付随する業務となるが、各種講習会を不定期で実施している。
声優能力検定の試験対策ならびに声優としてのスキル向上を目的とした講座（講師は声優の土門仁が担当している）が中心となるが、ビジネスマンや就職活動中の大学生を対象とした講座も実施されている。

また、上記の講座を正規授業としてカリキュラムに導入している高等専修学校の声優育成コースへの講師派遣を行なっている。